# Font d'Englonià
La Font d'Englonià és una font de l'antic terme d'Orcau, actualment pertanyent al municipi d'Isona i Conca Dellà, al Pallars Jussà.
Les seves aigües alimenten el torrent del Carant, afluent per la dreta del riu d'Abella en el seu tram final.
Està situada a 613 m d'altitud, al sud d'Orcau i de la Cabana del Joan.